# 493

## Evenimente
- Teodoric, regele ostrogoților, a intrat in Italia și l-a omorât pe Odoacru.

- Regele Clovis a adoptat creștinismul (botezul lui Clovis) și supușii lui i-au urmat exemplul, trecînd cu toții la religia suveranului, religia creștină.

## Decese
- 15 martie: Odoacru Rege al Italiei din 476 până în 493 (n. 433)